# Naturschauspiel

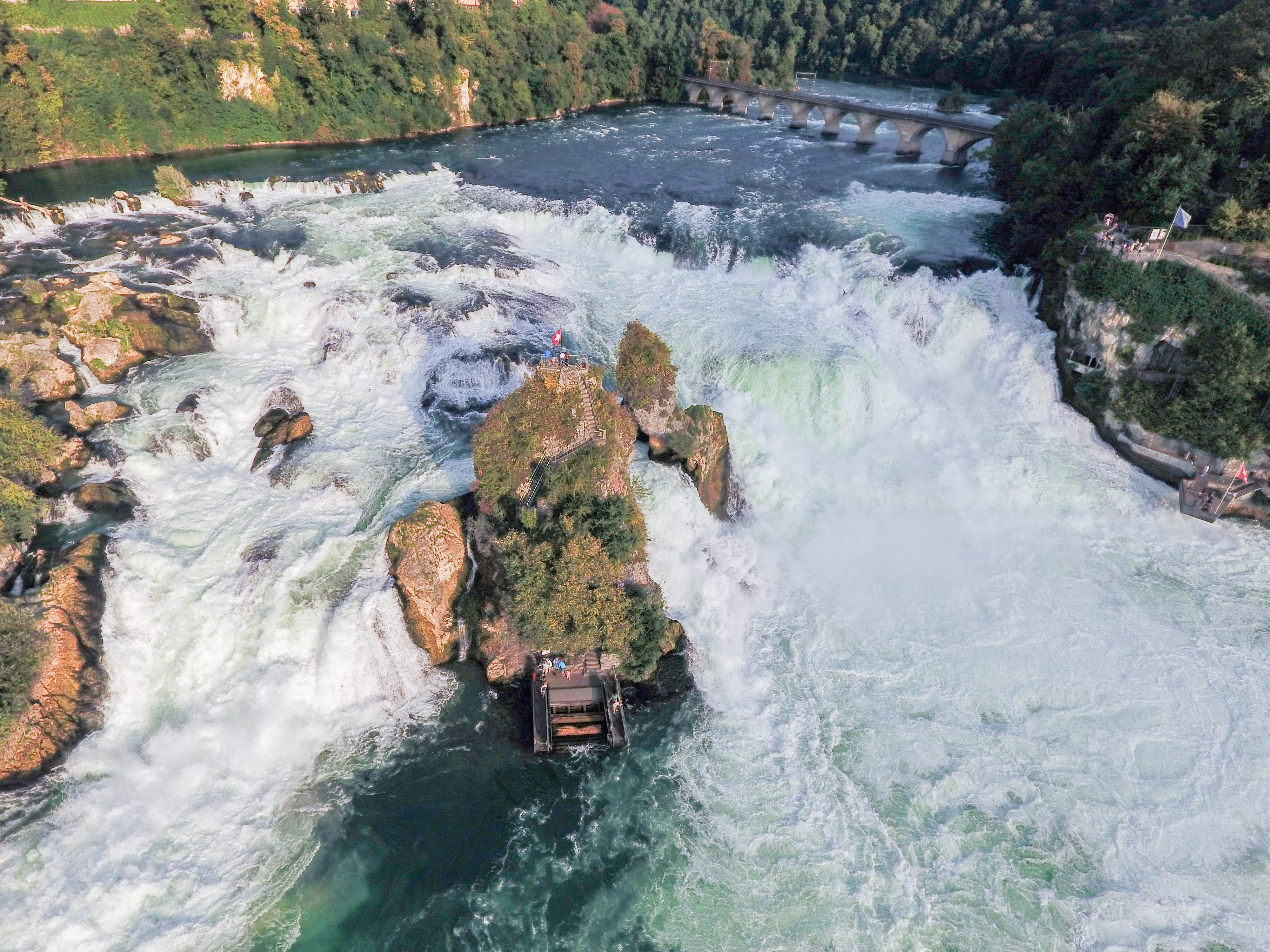
Beispiel für ein Naturschauspiel: der Rheinfall bei Schaffhausen (Schweiz)

Caspar David Friedrich
Landschaft mit Regenbogen
um 1810

Ein Naturschauspiel ist ein Ausdruck für einen bewegten Vorgang in der Natur, der Menschen in der Betrachtung oder Wahrnehmung in Bewunderung und Staunen ohne Furcht versetzt. 

## Zum Begriff
‚Naturschauspiel‘ ist ein deutscher Ausdruck vornehmlich des 19. Jahrhunderts. Er schließt an die Theatermetapher vom „Schauspiel“ an und erklärt die Natur zur Bühne: Was hier vor sich geht und wahrgenommen wird, hat ästhetisch Bedeutsamkeit (ist „schön“, „einzigartig“ oder „erhaben“).
Bei Goethe ist diese Ableitung noch nahe, wenn er in seinen Indischen Dichtungen an der Sakuntala lobt: 

„Weibliche Reinheit, schuldlose Nachgiebigkeit, Vergeßlichkeit des Mannes, mütterliche Abgesondertheit, Vater und Mutter durch den Sohn vereint, die allernatürlichsten Zustände, hier aber in die Regionen der Wunder, die zwischen Himmel und Erde wie fruchtbare Wolken schweben, poetisch erhöht, und ein ganz gewöhnliches Naturschauspiel, durch Götter und Götterkinder aufgeführt.“

## Beispiele

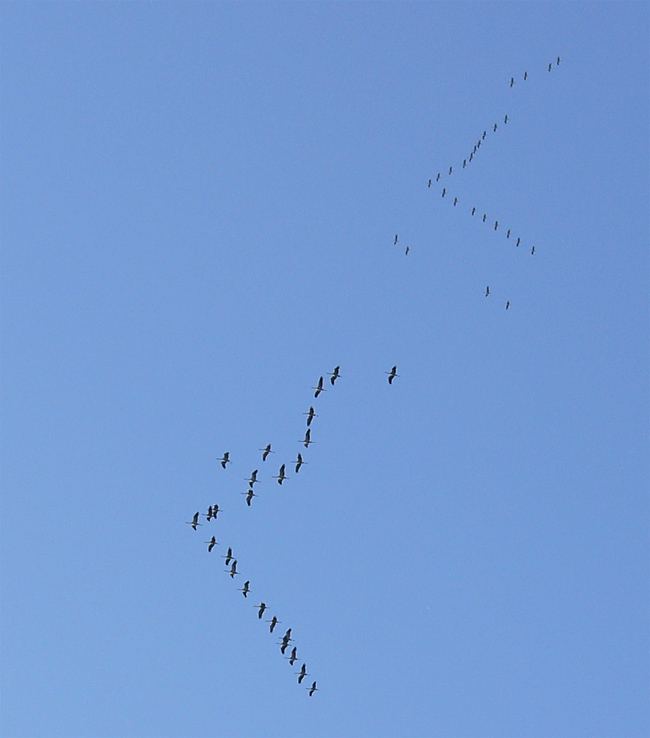
Kranichzug

Zu den Naturschauspielen gehören Naturereignisse, wie das Polarlicht, das Zodiakallicht und das Meeresleuchten, auch Alpenglühen, Wetterleuchten, Sternschnuppenschwärme,  Regenbögen, Morgen- oder Abendrot, Schneefall. Akustisch kann auch ein Gewitter („Donnerwetter“) oder Wasserfall zum Naturschauspiel dienen. Manche Naturschauspiele sind selten, wie Geysire, Sonnenfinsternisse oder Kometen. Es kann sich auch um von Tieren ausgehende Naturschauspiele handeln, wie die Tierwanderungen Afrikas, Vogelzug, oder von Pflanzen, wie das Ergrünen im Frühjahr, das Entfalten der Blüten, die Herbstfärbung.

## Kultursoziologische Einordnung
In vorangehenden Jahrhunderten waren diese Naturerscheinungen durchaus auch auffällig, wurden aber als göttliche Anzeichen („Gottes Finger“, Omina) wichtiger genommen und eher als zu fürchtende und zu deutende Voraussagen aufgefasst. Insofern ist der soziale Wandel von der Anzeige eines möglichen Unheils zum (nur noch) „Naturschauspiel“ ein kultursoziologisch zu nehmendes Anzeichen, dass die Bedeutung (die mögliche Fürchterlichkeit) der Natur in einer Gesellschaft zurückgetreten ist und der ungefährdeten Bewunderung Platz gemacht hat.

## Künstlerische Übernahmen
Zahlreiche Werke zumal der bildnerischen und dichterischen Kunst geben Naturschauspiele wieder.
Ein hochpathetisches dichterisches Beispiel ist der Gesang der drei Erzengel als Prolog im Himmel von Goethes Faust: „Die Sonne tönt nach alter Weise …“, oder z. B. der große Kranichtanz auf dem Kullaberg in Selma Lagerlöfs Niels Holgersson von 1907.